# Josef Hinterseer
Josef Hinterseer (ur. 1897, zm. ?) – zbrodniarz nazistowski, esesman i członek załogi niemieckiego obozu koncentracyjnego Dachau.
W czasie II wojny światowej pełnił służbę w Mühldorf, podobozie KL Dachau. W procesie członków załogi Dachau (US vs. Michael Vogel i inni), który miał miejsce w dniach 8–15 lipca 1947 przed amerykańskim Trybunałem Wojskowym w Dachau Josef Hinterseer skazany został na dożywotnie pozbawienie wolności. Jak wykazało postępowanie, oskarżony wielokrotnie znęcał się nad więźniami, powodując często ich kalectwo. Przynajmniej jeden więzień zmarł na skutek ran zadanych mu przez Hinterseera. Zdarzało mu się również zimą pozbawiać więźniów ciepłej odzieży, na skutek czego część z nich zachorowała na zapalenie płuc.